# Rimokatolički zločinački projekat veštačke hrvatske nacije
Rimokatolički zločinački projekat veštačke hrvatske nacije je pseudohistoriografsko djelo Vojislava Šešelja, srpskog političara i predsjednika Srpske radikalne stranke. Objavljeno je 2007. godine u izdanju Srpske radikalne stranke i s 1032 stranice najobimnije je djelo Vojislava Šešelja. Knjiga je sinteza u kojoj su na jednom mjestu skupljeni svi radovi velikosrpskih povjesničara koji promiču tvrdnju Vuka Karadžića "Srbi svi i svuda". Prvo izdanje knjige tiskano je u 500 primjeraka; recenzenti knjige su prof. dr. Mirko Zurovac i dr. Nikola Žutić. Treće izdanje knjige iz iste 2007. godine ima nakladu od 3600 primjeraka; 2010. godine knjiga je doživjela i četvrto izdanje, tada u nakladi od 4000 primjeraka.
Dosljedno velikosrpskoj misli, u knjizi u kojoj se bavi Hrvatima kao glavnoj prepreci ostvarenju velikosrpskog projekta, Šešelj poriče postojanje bošnjačke, makedonske i crnogorske nacije.
Knjiga nije od koristi za proučavanje povijesti hrvatskog naroda, ali predstavlja svojevrsni kompendij velikosrpskih antihrvatskih i kroatofobnih ideja - te zacijelo može koristiti za prepoznavanje izvora i ciljeva raznih šovinističkih koncepata koji se koriste radi promoviranja ideja Velike Srbije.

## Tvrdnje i teze
Šešelj u svojoj opsežnoj knjizi iznosi i nastoji dokazati više tvrdnji:
- Prva je da je štokavski samo srpski jezik, a kajkavski samo slovenski. Stoga je čakavica zapravo jedini hrvatski jezik i samo čakavci su pravi Hrvati (tako na str. 12 - 13),
- Druga je tvrdnja da je Rimokatolička crkva, koja nikad ne će oprostiti Srbima što su se u 13. stoljeću većinom odlučili za pravoslavlje, instrumentizirala Srbe katolike namećući im ilirsko, jugoslavensko i naposljetku hrvatsko ime, te ih pomoću historiografskih pamfleta i krivotvorina, te promicanjem mržnje prema pravoslavlju učinila najefikasnijim sredstvom za uništenje srpskog naroda.[3] Neki su Srbi izvorno katolici (Dubrovnik), tvrdi Šešelj, a većina ih je pokatoličena ili nuđenjem zemlje i hrane ili nasilno kroz stoljeća sve do 20. stoljeća kad se genocid nad pravoslavnim Srbima zbio dva puta, u Drugom svjetskom i u ratu 1990-ih. Srpski vladari i narod su do 1219. godine lutali između katoličanstva i pravoslavlja. Smatra se da su prije te godine dvije trećine Srba bili katolici. Vukan Nemanjić je bio katolik. Stvorena je monstruozna državna tvorevina u čijim je korijenima beskrajna antisrpska mržnja, a 1995. je akcijom zapadnih sila protjeran skoro cijeli srpski narod s ozemlja te monstruozne hrvatske države. Glavnim krivcem za ratove Šešelj smatra papu sv. Ivana Pavla II., jer je Vatikan među prvima priznao protupravno proglašenu neovisnost Hrvatske i zalagao se za bombardiranje Srba,
- Treća je tvrdnja kako se "zagorska varijanta slovenskog" (kajkavski) naziva hrvatskim tek od 16. stoljeća kad su pred Turcima odbjegli hrvatski plemići bili naseljeni u današnjem Hrvatskom zagorju gdje su tamo zatečenim kajkavcima (Slovencima) nametnuli hrvatski nacionalni identitet,
- Četvrta je tvrdnja da je Rimokatolička crkva stoljećima ustrajno djelovala kao vodeća svjetska zločinačka organizacija, lišena bilo kakvih moralnih skrupula i rukovođena najogoljenijim makijavelističkim načelima.

Lako se može uočiti da Šešelj u svojem iznimno opsežnom djelu ne ulazi dublje ni u lingvističke, etnografske, ili teološke aspekte svojih kroatofobnih teza - jer za to očito ne raspolaže potrebnim znanjem: on se uglavnom zadržava na politiziranom prikazivanju povijesnih okolnosti, prikazujući bez imalo zadrške samo one elemente povijesnih procesa koji su pogodni za dokazivanje ispravnosti njegovih radikalnih političkih koncepata - koji uključuju mržnju i prezir prema hrvatstvu kao "najefikasnijem vatikanskom sredstvu za uništenje srpskog naroda" (str. 11). Primjerice tvrdi Šešelj da Bosna prije 19. stoljeća (tj. do uspostavljanja austro-ugarske vlasti u tom području) nije imala baš nikakvog hrvatskog narodnog obilježja - makar tim područjem, primjerice, još početkom 15. stoljeća vlada velikaš imenom Hrvoje Vukčić Hrvatinić, te su Turci jednog od svojih velikih vezira  ("predsjednika vlade", najvažnijih državnih dužnosnika iza samog sultana) poznali pod imenom Hırvat Rüstem-Paşa - tj. Rustem-paša Hrvat (početak 16. stoljeća), drugoga kao Hirvat Siyavuş Paşa (kraj 16. stoljeća). Na stranicama svoje knjige Šešelj prezrivo "pljuje" na povijesne pisce poput Vjekoslava Klaića ili Ive Pilara, koji o historiografiji nesumnjivo znadu mnogo više od Šešelja. 

### Tematske cjeline
Knjiga je podijeljena na šest tematskih cjelina:
- Prvi dio je Pristupna rasprava,
- Drugi i povjesničarima najvažniji dio zove se Fantazmagorije hrvatskih istoričara. Nastoji prikazati kako su autori knjiga o hrvatskoj povijesti i ideolozi hrvatskog nacionalizma izmišljali, koristili krivotvorenje, prisvajanje srpskog identiteta i jezika i improviziranje kako bi dokazali nepostojeće. Šešelj u pojedinosti izučava i kompromitira hrvatsku povijest po Vjekoslavu Klaiću, Ferdi Šišiću i Ivi Pilaru (alias Südlandu). Govori o "preuveličavanju uloge jedva poznatog Tomislava", "izmišljanju Panonske Hrvatske", "izmišljanju Crvene Hrvatske", dokazivanju postojanja hrvatske državnosti i dvojnih naslova u Ugarskoj. Navodno neopravdano hrvatski povjesničari ugarske kraljeve nazivaju ugarsko-hrvatskim, te Dalmaciju, Slavoniju i Bosnu - koje da do 19. stoljeća navodno nisu imale nikakvo hrvatsko narodnosno obilježje - hrvatskim zemljama,
- U trećem dijelu Plasiranje očiglednih falsifikata kao autentični metod hrvatske istoriografske škole Šešelj se osvrće na radove Dominika Mandića, hercegovačkog fratra kojeg smatra najvećim hrvatskim krivotvoriteljem,
- Četvrti dio Hrvatski nacionalni ideolozi od Ljudevita Gaja do Ante Pavelića kao instrumenti za realizaciju političkih ciljeva rimokatoličkog klerikalizma bavi se radovima najznačajnijih hrvatskih povjesničara. Iznosi da Ljudevit Gaj, Nijemac podrijetlom, otvoreno kaže da su Hrvati prisvojili srpski jezik za svoj, ali da to današnji hrvatski povjesničari zaglušujućom galamom žele potisnuti (što je doista golema simplifikacija složenih jezičnih i političkih rasprava koje su dugi niz godina tekle između Vuka S. Karadžića i Ljudevita Gaja[4]). Nakon ilirizma slijedi nova obmana za Srbe, jugoslavenstvo. Njega promiče biskup Josip Juraj Strossmayer, također Nijemac podrijetlom. Nakon neuspjeha s plasiranjem ilirizma i jugoslavenstva, hrvatstvo pali kao efikasno sredstvo za širenje katolicizma na istok. Nakon Strossmayera Šešelj raščlanjuje djela Franje Račkog, Mihovila Pavlinovića (glavnog kroatizatora dalmatinskih Srba), Ante Starčevića (utemeljivača savremene hrvatske nacionalne ideologije), braće Antuna i Stjepana Radića, Vladka Mačeka i vođe ustaškog pokreta Ante Pavelića. Šešelj se obazire na negiranje i svođenje srpskog jezika na ekavski izgovor, (navodno) proglašavanje kajkavskog i čakavskog narječjima štokavskog, proglašavanje nepohrvaćenih Srba zapadno od Drine Hrvatima pravoslavne i islamske vjeroispovijesti (jer su, za Šešelja, Bošnjaci zapravo Srbi), te "ruženje i unakarađivanje srpskog jezika" (govori Šešelj s odijumom o "izmišljanju potpuno novih riječi i izraza" od strane hrvatskih nacionalista, ignorirajući činjenicu da i srpski jezik vrvi novotvorenicama nastalima radi zamjene grčkih, turskih, crkvenoslavenskih, danas i engleskih riječi) i proglašavanje istog hrvatskim,
- Peti dio bavi se Drugim svjetskim ratom i ime mu je Rimokatolički karakter ustaškog genocida nad srpskim narodom. Spominje se floskula o granici na Drini i proglašavanje - kako Šešelj definira - suradnika ustaškog režima Alojzija Stepinca blaženikom Rimokatoličke crkve,
- Šesti dio zove se Titova i Tuđmanova realizacija državotvornih ciljeva rimokatoličkog zločinačkog projekta veštačke hrvatske nacije. Šešelj smjelo tvrdi kako je legendarni vođa jugoslavenskih komunista Josip Broz Tito bio prikriveni hrvatski nacionalist i šovinist. Bavi se "umjetnim inauguriranjem" hrvatstva u Vojvodini i Crnoj Gori za vrijeme Jugoslavije, gdje da katolici nikad ranije nisu imali nikakve veze s Hrvatima. Tito je, tvrdi Šešelj, pridonio da se vojvođanski Bunjevci i bokokotorski katolici počnu smatrati Hrvatima. Zatim se bavi "krivotvoriteljem" i Titovim generalom Franjom Tuđmanom, prvim hrvatskim predsjednikom. Tito je formiranjem republika i davanjem izvjesnih ovlasti spomenutima stvorio preduvjete za razbijanje Jugoslavije i stvaranje etnički čiste hrvatske države. Tuđman je, navodi Šešelj, realizirao zločinačke ideje rimske kurije prognavši sve Srbe iz nove ustaške države u kojoj se promiče mržnja prema svemu srpskom i što jasnije diferenciranje od Srba, osobito krivotvorenjem povijesti i nastojanjem srpski jezik zvati hrvatskim i što više ga "unakaraditi" i učiniti različitim od srpskog.

### Tvrdnja o "vještačkim nacijama i nacionalnostima"
Osim Hrvata, Šešelj odnarođenim Srbima smatra i Bošnjake, koji su po njemu Srbi islamske vere, kao i Crnogorce i Makedonce. Izmišljanje muslimanske/bošnjačke i crnogorske nacije od strane Titovih komunista Šešelj vidi kao još jedan antisrpski projekt. Sluti kako bi neovisnost Crne Gore i promicanje postojanja posebne crnogorske nacije moglo pomoći Rimokatoličkoj crkvi u njenim daljnjim nastojanjima širenja i uništavanja pravoslavlja.
Autor knjige djelo je izdao u pritvoru u Haagu. Od svojih ideja nije odustao. Svjedočeći u obranu Radovana Karadžića, Šešelj je u lipnju 2013. izjavio da u BiH žive samo Srbi katoličke, islamske i pravoslavne vjeroispovijesti. Mnogi drugi srpski sudionici ratova 1990-ih podržali su ovu tvrdnju. Na suđenju Radovanu Karadžiću ratni gradonačelnik Trebinja Božidar Vučurević iznio je svoje mišljenje da su u BiH ratovali Srbi: "poislamljeni Srbi, pokatoličeni Srbi i Srbi koji su ostali Srbi."
Sam je prvi predsjednik Republike Srpske Radovan Karadžić 2010. u Haagu izjavio da je ponosan na Srbe muslimane koji su veoma popularni u srpskom narodu, poput Mehmed-paše Sokolovića, Meše Selimovića i Emira Kusturice. Neki srpski sudionici rata ne simpatiziraju Šešelja, njegove tvrdnje i njegovo ponašanje. Tako je zapovjednik Vojske Republike Srpske Ratko Mladić 2011. na saslušanju u Beogradu izjavio da je Šešelj kreten koji sramoti sebe i srpski narod i državu.

## Želja za hrvatskim odgovorom
Želeći potaknuti hrvatske povjesničare na raspravu, Srpska radikalna stranka je nedugo po objavi poslala profesorima povijesti na Filozofskom fakultetu u Zagrebu više primjeraka ove knjige. Budući predsjednik Srbije Tomislav Nikolić tom je prilikom kazao: "Mi smo poslali 48 knjiga u Hrvatsku na različite adrese, ali samo po jedan primjerak svakom pravnom fakultetu, Akademiji znanosti i umjetnosti i Saboru, a posebno predsjedniku Sabora Vladimiru Šeksu koji dobro zna o čemu se radi. Samo želimo provocirati hrvatsku povijesnu znanost o ovom pitanju progovoriti. Neka oni iznesu argumente, a podacima iz Šešeljeve knjige uopće se ne može prigovoriti."
Hrvatski povjesničari knjigom se nisu pozabavili. Objavljivanje knjige kratko je prokomentirao tadašnji predsjednik Hrvatske stranke prava, kazavši da je Šešelj podrijetlom Hrvat iz Hercegovine i da ga to boli. "Žao mi je što takve teze forsira stranka koja ima najveće povjerenje u Srbiji. To je daleko od zdravog razuma, pogotovo u trenutku kada smo nakon deset godina, htjeli ili ne htjeli, došli u situaciju razvijati dobrosusjedske odnose. Šešelj sigurno ima teškoću, jer je etnički Hrvat iz Hercegovine. To ga izgleda boli", kazao je predsjednik HSP-a Anto Đapić za srpski Kurir. Vojislavov sinovac Risto isprovociran tom izjavom odgovorio je da u Hercegovini nema Hrvata, nego su sve to pokatoličeni Srbi. Dodao je da je njegov stric čista Srbenda i pozvao Antu Đapića vratiti se svojim pravoslavnim korijenima želeći mu preko redakcije pokloniti 101. njegovu knjigu. U Hrvatskoj je knjiga prošla nezapaženo i nije pobudila interes među navodnim Srbima katolicima.

## Vanjske poveznice
- Cijela knjiga "Rimokatolički zločinački projekat veštačke hrvatske nacije"